# Zəngilan
Zəngilan (oroszul: Зенгилан) vagy Kovsakan (örményül: Կովսական) de jure az Azerbajdzsáni Zəngilani járás székhelye. A Hegyi-karabahi háborút követően de facto a független Hegyi-Karabah Köztársaság része volt. A szíriai polgárháború kitörését követően nagyszámú Szíriából menekülő örmény telepedett le a városban, köztük számos farmer.
2005-ben a településnek 376, 2015-ben pedig 500 lakosa volt.

## Galéria

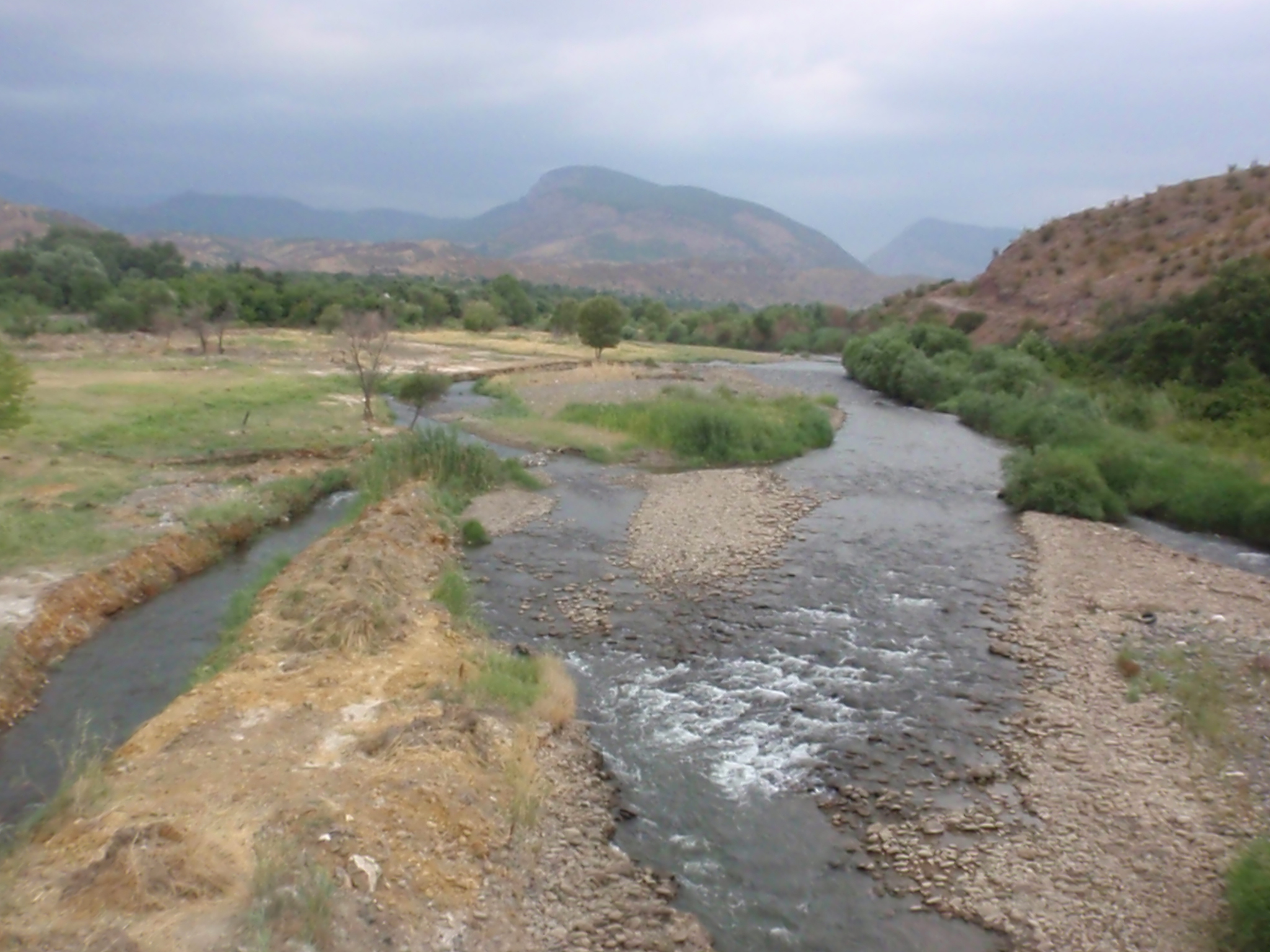
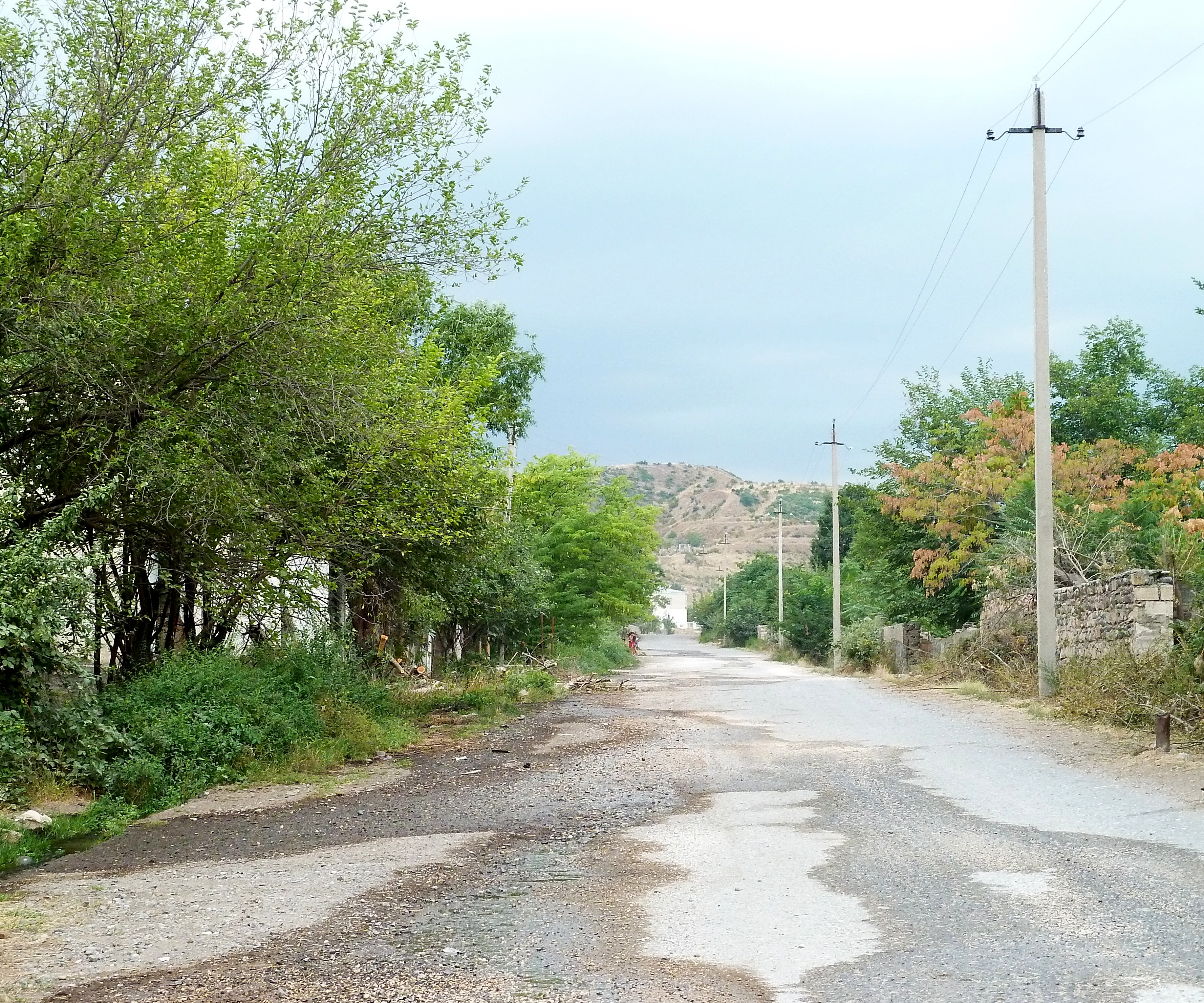
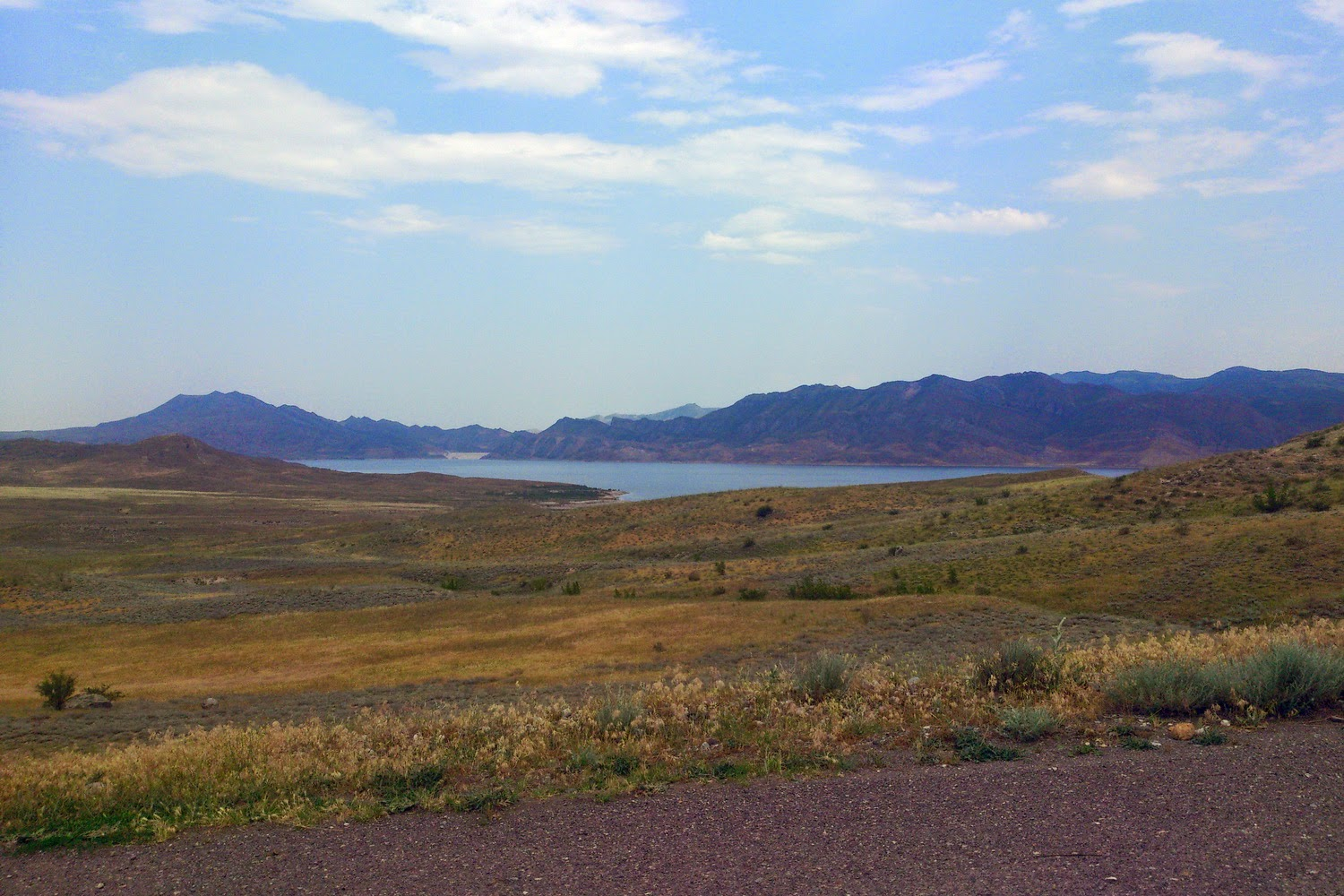
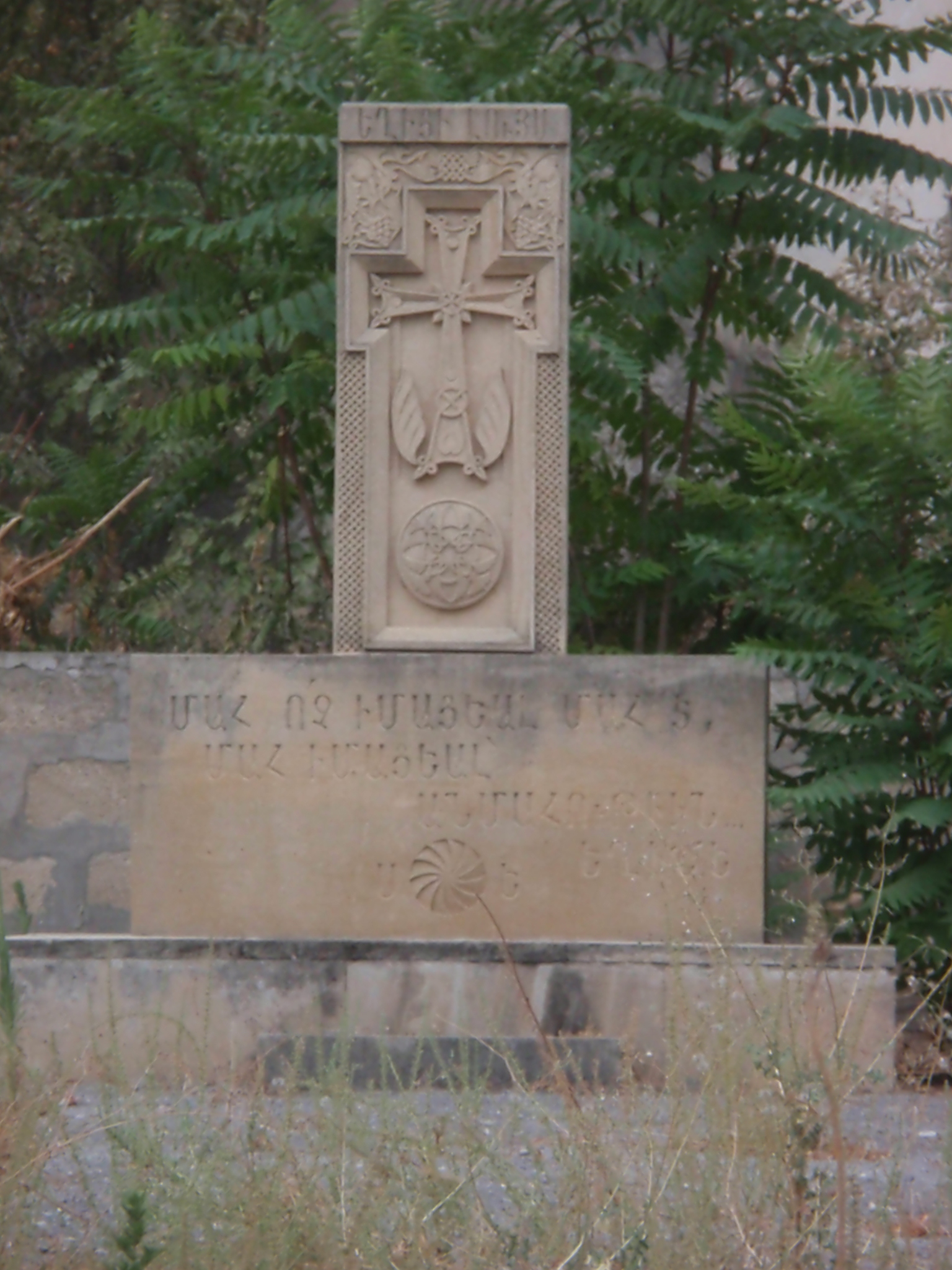

## Fordítás
- Ez a szócikk részben vagy egészben  a   Zəngilan című angol Wikipédia-szócikk ezen változatának fordításán alapul.  Az eredeti cikk szerkesztőit annak laptörténete sorolja fel. Ez a jelzés csupán a megfogalmazás eredetét és a szerzői jogokat jelzi, nem szolgál a cikkben szereplő információk forrásmegjelöléseként.